# Ivan Gorbatchevski
Ivan Ivanovitch Gorbatchevski (en russe : Иван Иванович Горбачевский) (Nijyn, 22 septembre 1800 - Petrovsk-Zabaïkalski, 9 janvier 1869) est un militaire et décabriste russe.

## Biographie
Sous-lieutenant à la 8e brigade d'artillerie, il fut membre de la Société des Slaves unis. Comme Piotr Kakhovski il est partisan de l'assassinat de la famille impériale. Pendant le soulèvement du régiment Tchernigov il tenta d'entraîner les unités militaires voisines. Condamné à la réclusion à perpétuité, sa peine est réduite à 20 ans en 1826. Déporté en Sibérie, en 1827, il fut incarcéré à la forteresse de Tchita. Après le décès de Nicolas Ier de Russie, il bénéficia de l'amnistie accordée à tous les décembristes.